# Night club (singolo)
Night club è un singolo del rapper italiano Lele Blade, pubblicato il 15 gennaio 2021.

## Video musicale
Il video musicale, diretto da Vincenzo Improta per AG Movie Production, è stato pubblicato il 19 gennaio 2021 sul canale YouTube di Lele Blade.

## Tracce
1. Night club – 3:17